# Zoo de Glasgow
Le Zoo de Glasgow (en anglais : « Glasgow Zoo »), autrefois nommé Calderpark Zoo, est un ancien parc zoologique sis à Glasgow. Il ouvre le 9 juillet 1947 et devient le premier parc zoologique de Grande-Bretagne à être créé après la Seconde Guerre mondiale.

## Biographie

### Premiers déboires
Le parc Bellahouston (au sud-ouest du centre-ville de Glasgow) est le premier site proposé pour le nouveau zoo de Glasgow en 1938, mais il est rejeté par les bailleurs de fonds du projet.
Aucun site convenable dans le centre-ville n'est trouvé et, en 1939, la Zoological Society achete le domaine de Calderpark, à environ 15 km de Glasgow.

### Construction et ouverture
En raison de la Seconde Guerre mondiale, la construction du parc zoologique est retardée et nombre de ses enclos sont construits à partir de matériaux de guerre, tels que des barrages routiers en béton et d'anciens abris antiaériens.
Finalement, le parc ouvre ses portes le 9 juillet 1947 et devient le premier parc zoologique de Grande-Bretagne à être créé après la Seconde Guerre mondiale,.
La plupart des animaux originaires du zoo de Glasgow sont donnés par d'autres zoos et sanctuaires, notamment des moutons de Soay de Saint-Kilda et des lions de Dublin et de Londres. Certains visiteurs apportent même leurs propres animaux exotiques pour enrichir la collection du zoo, comme des perroquets et des singes.

### Déclin et fermeture
Il a cessé de recevoir de l'argent public en 2000 et a été submergé par des dettes de 3,5 millions de livres sterling de l’époque
En fin de compte, les problèmes s’accumulant au zoo de Calderpark, les portes  de celui-ci sont verrouillées pour de bon le 25 août 2003.
À propos de sa fermeture survenue en 2003, certaines sources affirment que des problèmes de trésorerie ont contraint le zoo à fermer ; tandis que d’autres affirment que le zoo a dû fermer après avoir échoué à renouveler sa licence, car il n'était pas en mesure de respecter les nouvelles normes en matière de bien-être animal.

## Installations
Le zoo de Glasgow s'étend sur 99 acres de terrain.

## Dans la culture populaire
Le zoo de Glasgow (plus précisément un « zoo de Glasgow ») est mentionné dans la bande dessinée L'île noire, un album des Aventures de Tintin d'Hergé, où le gorille Ranko dit au revoir à son sauveteur Tintin.